# Alojzij Res
Alojzij Res, pisatelj, kulturni delavec in posrednik, literarni zgodovinar, * 1. julij 1893, Gorica, † 17. maj 1936, Benetke.

## Življenjepis
Alojzij Res pripada generaciji pisateljev, kot so Bevk, Lovrenčič, Velikonja, Lokar, Gruden in drugi. Po osnovni šoli in maturi (Gorica 1912) je na materino željo stopil v goriško bogoslovje in študij nadaljeval v Stični na Dolenjskem, kamor se je goriško centralno semenišče preselilo na začetku prve svetovne vojne. Intenziven študij in priprave na duhovniški poklic so ga živčno izčrpale, zato ga je prekinil. Zatekel se je v Dolino k sestri Gusti (poročeni Trebše), ki je učiteljevala v Boljuncu pri Trstu, tam okreval, nato pa za vedno opustil misel na duhovniški poklic. Proti koncu vojne so ga poklicali v vojaško službo, ki jo je opravljal v vojnem dopisnem uradu na Dunaju, kjer je bil dopisnik ljubljanskega dnevnika Slovenec za goriški del fronte. Na Dunaju se je vpisal na univerzo, kasneje pa študij nadaljeval v Zagrebu. V letih 1919/1920 je obiskoval predavanja na Filozofski fakulteti v Firencah, ker pa je želel študirati slavistiko, se je prepisal na ljubljansko univerzo. Pod mentorstvom Franceta Kidriča je leta 1921 (ponekod navedeno tudi 1922) doktoriral z disertacijo Bistvo narodne pesmi (po vsej verjetnosti to ustreza današnji diplomi). Z Antonom Bajcem sta bila prva doktorja slavistike na ljubljanski univerzi. Študij je nadaljeval v Firencah in še pred koncem je začel predavati na višji trgovski akademiji Ca' Foscari v Benetkah. Bil je izredni profesor za srbohrvaščino, vodil je tečaje iz ruske literature in poučeval nemščino na znanstvenem zavodu.
Leta 1924 se je poročil z Dino Frosali iz Milana, ustvarila sta si dom in imela 3 otroke. Dina Res se je naučila slovenskega jezika in prevajala Bevkove črtice.
Umrl je leta 1936 in bil na lastno željo pokopan na Sveti gori nad Solkanom.

## Delo
Res se je začel ukvarjati z leposlovjem že v višjih letnikih goriške gimnazije. Prvo kratko prozo je objavil v letih 1909 in 1910 v listu Domači prijatelj, ki je izhajal v Pragi, v njem pa so se oglašali tudi njegovi primorski rojaki, npr. Narte Velikonja, Andrej Budal in Ivo Trošt. 
Leta 1916 je napisal črtico V noči, 1917 pa črtico z naslovom Spomin. Njegova proza je bila pisana v obliki modernistične silhuete. Istega leta (1916) pa je pri založniku Štoki v Trstu izdal zbirko Ob Soči, črtice, ki so nastale na Goriškem v prvih dneh svetovne vojne in so nekak vojni dnevnik. Knjižica je izšla v dveh izdajah (1916 in 1917), ker je bila prva naklada razprodana v treh tednih. Leta 1993 je izšel tretji ponatis s spremno besedo Marijana Breclja. Njegova zadnja črtica je izšla pod naslovom Notturno leta 1918 v Domu in svetu. V leposlovnih delih Res najraje obravnava mejna duševna stanja in globoke pretrese, npr. nepričakovano očetovo smrt, duševno tragiko intelektualca in vojne grozote. Črtice so postavljene v avtorju znane in ljube domače in sosednje kraje, na Goriško in Kras, zadnja črtica pa v bližnjo Italijo. Slog je podoben Cankarjevemu, ponekod pa je že ekspresionističen.
Ob Dantejevi 600-letnici je pripravil dva zbornika, slovenskega (1921, Ljubljana) in italijanskega (1923, Gorica), pri tem je sodelovala vrsta slovenskih in italijanskih znanstvenikov.
Iz pisma Ivanu Prijatelju (1923) je razvidno, da je sodeloval pri prevodih dveh Cankarjevih del v italijanščino, in sicer Lepe Vide in Hlapca Jerneja. Dopisoval si je tudi z Bevkom, Prijateljem, Glonarjem.
Leta 1927 je ob 800-letnici Frančiška Asiškega prevedel, uredil in izdal srednjeveško besedilo Rožice svetega Frančiška z ilustracijami Toneta Kralja, delo je izšlo pri Katoliški knjigarni v Gorici.
Res je posrednik slovenske kulture med Italijani. V Benetkah je imel vrsto predavanj o slovenskem slovstvu in kulturi, o beneški umetnosti, Tolstoju in Dostojevskem, pomembno pa je tudi njegovo sodelovanje pri Grande enciklopedia italiana, za katero je prispeval več člankov o naših osebnostih (npr. Ivanu Cankarju). Zanimala so ga splošna umetnostna in kulturna vprašanja, o njih je pisal krajša poročila in zapiske in jih objavljal v Času, Domu in svetu, Edinosti, Mladiki, Ženskem svetu in Slovencu. 
Njegova zamisel je bila ustanovitev Naše založbe v Trstu. V njenem okviru naj bi vsako leto izhajal Jadranski almanah in lepo oblikovane ter vsebinsko pomembne knjige. Res je uredil prvi letnik Jadranskega almanaha, v Naši založbi pa sta izšli dve deli: Bevkov Faraon in Pregljev Plebanus Joannes.

## Izbrana bibliografija
- Ob Soči: Vtisi in občutja iz mojega dnevnika. Trst: Štoka, 1916.
- Ob Soči: Vtisi in občutja in mojega dnevnika. Trst: Štoka, 1917.
- Ob Soči: Vtisi in občutja iz mojega dnevnika. Nova Gorica: Branko, 1993.
- Rožice svetega Frančiška. Gorica: Katoliška knjigarna, 1927.
- Dante: 1321–1921 (ob šeststoletnici smrti velikega genija). Ljubljana: Kleinmayr – Bamberg, 1921.

## O njem
- Joža Mahnič: Alojzij Res kot leposlovec. Primorska srečanja 19/169 (1995). 362−364.
- Branko Marušič: Prispevki k biografiji dr. Alojzija Resa ob šestdesetletnici smrti. Jadranski koledar 1996. 140−144.
- Ivanka Uršič: Dr. Alojzij Res – podatki za biografijo. Zbornik Alojzija Resa: za stoletnico rojstva objavljen v letu šestdesete obletnice smrti. Nova Gorica: Goriški muzej, 1996 (Goriški letnik, 23). 5−12.
- Marijan Brecelj: Alojzij Res, pisma Bevku. Zaliv 1968. 12–13.
- Pismo Alojzija Resa Ivanu Prijatelju, 14. 12. 1921, rokopisni oddelek NUK, Ljubljana.
- France Koblar. »Alojzij Res«. Slovenski biografski leksikon. Ljubljana: ZRC SAZU, 2013 – prek Slovenska biografija.